# Nils-Udo
Nils Udo né en 1937 est un artiste plasticien allemand. Il est l'un des pionniers land art, ayant réalisé des installations dès le début des années 1970.
Ses installations, peintures et photographies sont présentes dans de nombreux musées, parcs, fondations et centres d'art internationaux.

## Biographie

### Enfance et formations
Nils-Udo est né en Allemagne, à Lauf en Bavière, en 1937. Il y fait ses premières armes comme peintre. La nature et sa souveraineté ont marqué l'artiste depuis son enfance, au détour de ses pérégrinations près de son atelier en Haute-Bavière.
En 1955, il entreprend des études d'arts graphiques à Nuremberg (1959-1960), puis devient peintre. C'est par la peinture que Nils-Udo entrera dans la nature.
Au début des années 1960, il quitte la Bavière pour Paris afin de se perfectionner en peinture, aux Beaux-Arts. Il fréquente alors les galeries parisiennes et les alentours de Paris, notamment Versailles. Du parc de Versailles, il ramène des feuilles d'arbres qu'il utilise comme nuancier pour sa palette de peintre.
En 1972, il met provisoirement entre parenthèses sa peinture, estimant qu'elle traite de la nature de façon artificielle et commence à travailler, selon ses mots, à la source même. Il s'initie à la sylviculture dans une petite plantation de Bavière et apprend la photographie.
Après avoir parcouru le monde pour y réaliser ses installations « in situ » désormais célèbres, il reprend la peinture avec fougue au début des années 2000 nourri d'un sens aiguisé de la couleur.

## Démarche artistique

### Processus, techniques et thèmes
L’artiste part d’un principe simple : la promenade. Il se sert de cette action afin de se « perdre » dans la nature pour ensuite effectuer un « arrangement » par le biais d’une installation dont il fait ensuite le constat photographique.
Nils-Udo fait appel à différentes techniques : la photographie, le dessin, la peinture, l’installation, la sculpture avec des éléments naturels. Son œuvre est nourrie de différentes thématiques : l’eau, les bambous, les nids, les baies, les feuilles, les fleurs et les pétales, les racines, les pierres, la neige ou encore le désert.

### Styles et mouvements artistiques
Son travail pourrait s’apparenter au mouvement artistique de l’art éphémère et du land art, même s'il se met en retrait par rapport à ce dernier[réf. nécessaire], affirmant vouloir faire ressortir la vivacité de la nature au lieu de l'utiliser.
C'est à la nature qu'il emprunte son matériau de base pour l'arranger de manière totalement inédite : un nid fait de troncs de bouleaux, de terre et de pierres ; une maison d'eau monumentale en mer du Nord, construite avec des troncs d'épicéa, des brindilles de bouleaux… 
Mêlant sculpture éphémère, installation précaire et grand format photographique, les œuvres de Nils-Udo sont produites dans et avec la nature. Les intempéries, la dégradation naturelle font partie intégrante de son processus créatif.
Il est intervenu en Europe, sur le continent américain, à la Réunion, en Inde, en Israël, au Japon et au Mexique.
La photographie joue un rôle de conservation du souvenir d'un moment éphémère et de transmission de l'œuvre au public et en fait ainsi partie intégrante. Elle cadre et achève la composition jusqu'à la rendre abstraite. L'intention première de Nils-Udo est de révéler la poésie de la nature et sa dimension divine.

## Travaux de l'artiste
En France, il est représenté par la Galerie Pierre-Alain Challier à Paris , ainsi que la Galerie Claire Gastaud à Clermont-Ferrand (2015).

### Œuvres
En 1972, Nils-Udo réalise sa première installation naturelle dans sa région du Chiemgau. Il assure lui-même les plantations et les levées de terre.
Il réalise les années suivantes de nombreuses installations en Allemagne, à Tokyo, à New York, à Bruxelles, au Portugal, en Angleterre, au Mexique, en Inde, ou encore en France.

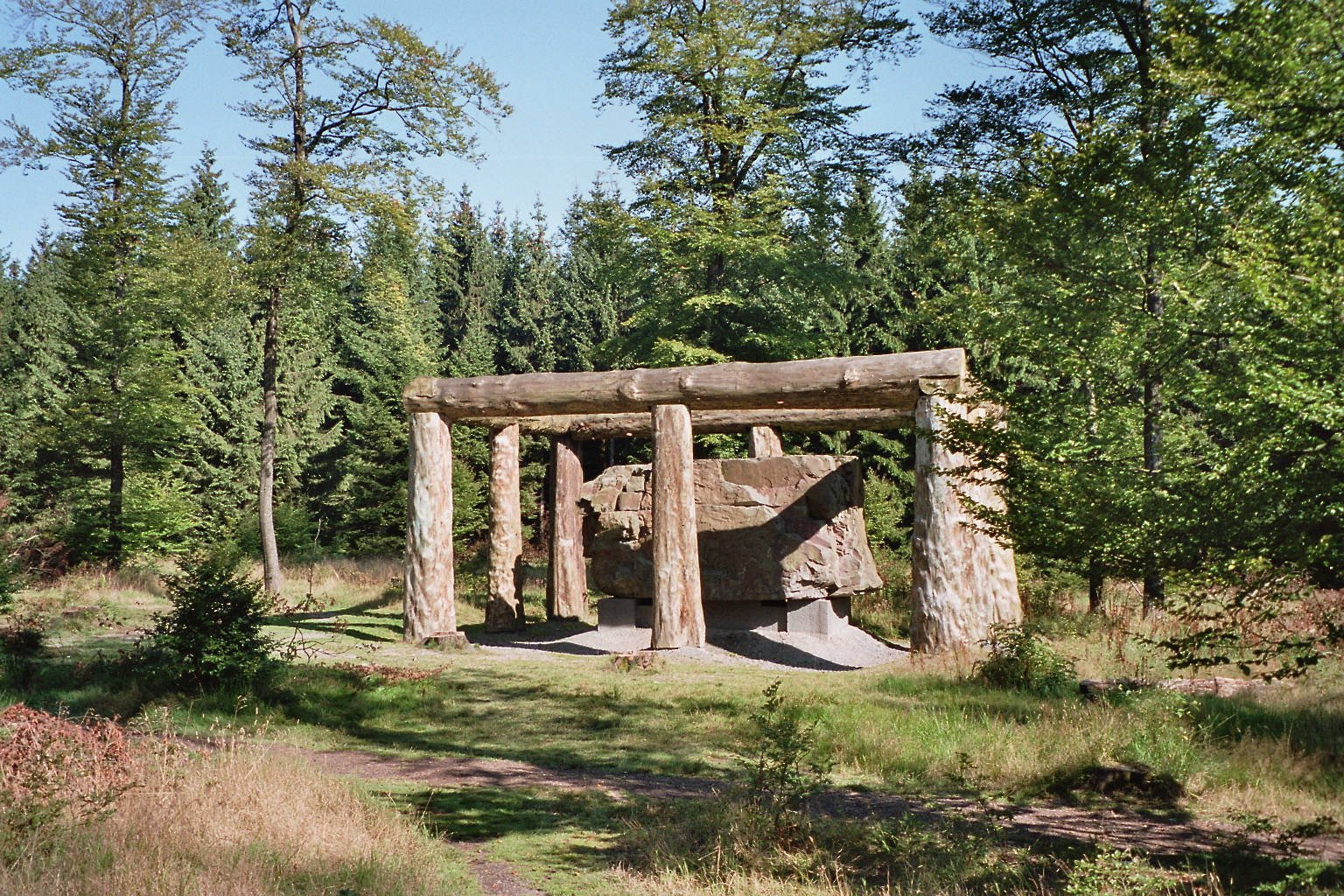
Installation dans le Rothaargebirge

Sous l'impulsion de l'Association générale des producteurs de maïs (AGPM), Nils-Udo a créé en 1994 une vaste spirale composée de différentes variétés de maïs, à Laàs (Pyrénées-Atlantiques), sur deux hectares.
Durant les étés 1994 et 1995, Nils-Udo a réalisé en forêts de Marchiennes et de Raismes (Nord) une installation sur le thème de la nature et du corps, dans le cadre d'une invitation du Fonds Régional d'Art Contemporain Nord-Pas-de-Calais, en collaboration avec l'Université de Valenciennes.
En 1996, Nils-Udo a participé au projet multimédia du chanteur Peter Gabriel, EVE, en réalisant des œuvres qu'on retrouve dans une partie du CD interactif. Les photographies interactives à 360°, dont certaines sont mouvantes sur l'écran, permettent au joueur de résoudre des énigmes simples tout en découvrant ses réalisations.
En 2001, il est sollicité pour le lancement du parfum « Mahora » de Guerlain et travaille sur des installations spéciales en collaboration avec le réalisateur et artiste multimédia Bruno Aveillan.
D'autres œuvres :
- 1993 : Petit mont aux baies, MYM (Musée Yonnais Municipal), La Roche-sur-Yon, France
- 2009 : Gullivera Foresti, Parc du Domaine de Chaumont-sur-Loire, France
- 2010 : Domaine de Mérou, Essonne
- 2011 :  La Course des poteries, Landes, France
- 2019 : Vallée, Matmut pour les arts, France

### Expositions
- 2001 : Galerie Alain Gutharc.
- 2002 : Galerie Artcurial, Paris. Photographies et éditions. Directeur artistique Pierre-Alain Challier.
- 2003 : Galerie Claire Gastaud, Clermont-Ferrand. Photographies.
- 2004 : Musées de Châteauroux, Nils-Udo. Photographies.
- 2007 : Galerie Claire Gastaud, Clermont-Ferrand. Photographies.
- 2008 : Galerie Claire Gastaud, Clermont-Ferrand. Photographies.
- 2008 : Galerie Pierre-Alain Challier, Paris. Première exposition des « Nouvelles Peintures ».
- 2010 : Galerie Claire Gastaud, Clermont-Ferrand. Peintures et photographie
- 2010 : « Flottaisons », Galerie Pierre-Alain Challier, Paris. Peintures et photographies.
- 2010 : « Peinture ou Photographie ? 20 ans du Mois de la Photo », Galerie Pierre-Alain Challier, Paris.
- 2011 : « Nils-Udo : NATURE », L'Adresse - Musée de La Poste, en collaboration avec les galeries Pierre-Alain Challier et Claire Gastaud.
- 2011 : « L'Expérience de la nature », Galerie Pierre-Alain Challier, Paris.
- 2012 : « Nils-Udo NATURE (élément) », centre d'art du musée Campredon, L'Isle-sur-la-Sorgue, Vaucluse ; en collaboration avec la Galerie Pierre-Alain Challier.
- 2012 : Château de la Trémolière, Anglards-de-Salers, Cantal ; exposition organisée par la galerie Claire Gastaud.
- 2012 : « Hommage au facteur Cheval », Palais idéal, Hauterives, Drôme. en collaboration avec galerie Claire Gastaud
- 2013 :  Art Paris, au Grand Palais Galerie Pierre-Alain Challier.
- 2013 : « Radeau d'automne », vallée de la Creuse, Éguzon et Crozant, Indre et Creuse ; installation in situ, commande publique de l'État.
- 2013-2014 : « Radeau d'automne », galerie Claire Gastaud, Clermont-Ferrand ; exposition des dix photographies réalisées à l'occasion de l'œuvre précédente.
- 2014 : présence lors de l'Art Paris Art Fair, Grand Palais, Paris. Stand de la galerie Claire Gastaud.
- 2014 : « Radeau d'Automne : nouvelles peintures et photographies », Galerie Pierre-Alain Challier, Paris.
- 2015 : « Nils-Udo, Les 4 éléments de Nils-Udo », Fondation François Schneider, Wattwiller.
- 2015 : « Nils-Udo, Sur l'eau », Musée de la Mer, Cannes.
- 2016 : Peintures et photographies, Kaneko Art, Tokyo
- 2016 : Galerie Photo et contemporanea Turin, Italie, NILS-UDO - Nouvelles photographies
- 2016 : Sur l’eau, Ile Sainte-Marguerite, Cannes, et réalisation de l’installation La Mer sur l’île Installation Das Blaue Land, Murnau, Haute-Bavière, Allemagne
- 2017 : Galerie Karin Wimmer, München, Nouvelle peintures
- 2017 : Maison Triolet-Aragon, Saint-Arnoult-en-Yveline, Nils-Udo, Peintures et photographies
- 2017 : Fondation Villa Datris, L'Isle-sur-la-Sorgue, Au-dessus de la rivière, installation
- 2017 : Galerie Pierre-Alain Challier, Paris, Nils-Udo, Nouvelles peintures et photographies
- 2018 :  Hôtel Potocki, Paris, NILS-UDO Maitre du LandArt et de l’art dans la nature. Photographies et peintures
- 2018 : Chaumont-sur-Loire, Volcan, installation monumentale pérenne
- 2019 : " Nils Udo ", centre d arts contemporain, Saint Pierre de Varengeville ( Seine Maritime )
- 2019 : Installation monumentale in situ, La Couvée. Île de Porquerolles, France, Fondation Carmignac
- 2019 : Galerie Pierre-Alain Challier, Paris, Installations inédites, photographies et peintures
- 2020 : " Black Bamboo ", Espace Fondation EDF (Electra), Paris

### Distinctions
- Officier de l'ordre des Arts et des Lettres
- Premier prix de la triennale internationale de la photographie à Fribourg[réf. nécessaire]
- Premier prix du concours international du Parc d'Éole à Brest.